# Calabacitas tiernas
Calabacitas tiernas (¡Ay qué bonitas piernas!) és una pel·lícula mexicana musical dirigida per Gilberto Martínez Solares en 1949.

## Sinopsi
Tin Tan es fa passar per un empresari arruïnat per a evitar que el persegueixin els seus creditors. Tin Tan aprofita la situació per a muntar un espectacle musical amb una brasilera Rosina Pagá, una cubana Amalia Aguilar, una mexicana Nelly Montiel i una espanyola Gloria Alonso. Però durant tota la pel·lícula aquest enamora a la criada de la casa Rosita Quintana. A causa de la seva coqueteria i encant Tin Tan provoca que les dones es barallin pel seu amor, a més del crèdit principal de l'espectacle que ha estat finançat amb diners que no existeix.

## Repartiment
- Germán Valdés - Tin Tan
- Rosita Quintana - Lupe
- Nelly Montiel - Nelly
- Jorge Reyes - Reyes
- Gloria Alonso - Gloria
- Nicolás Rodríguez - Guitarrista
- Francisco Reiguera - El muerto
- Juan Orraca - Arquitecte
- Julián de Meriche - Representant
- Armando Velasco - Policia
- Francisco Pando - Don Gumersindo
- Ramón Valdés - Willy
- Mario Castillo -
- Amalia Aguilar - Amalia
- Rosina Pagã - Rosina
- Marcelo Chávez- Marcelo
- Ramón Gay - Anunciant
- Manuel 'Loco' Valdés

## Comentaris
Aquest film ocupa el lloc 33 dins de la llista de les 100 millors pel·lícules del cinema mexicà, segons l'opinió de 25 crítics i especialistes del cinema a Mèxic, publicada per la revista Somos en juliol de 1994.
Est va ser el debut al cinema de Ramón Valdés, el famós Don Ramón del Chavo del Ocho.